# Курнон д'Оверњ
Курнон д'Оверњ (фр. Cournon-d'Auvergne) је насељено место у Француској у региону Оверња, у департману Пиј де Дом.
По подацима из 2011. године у општини је живело 19.063 становника, а густина насељености је износила 1026,0 становника/km².

## Демографија
| 1962. | 1968. | 1975.  | 1982.  | 1990.  | 1999.  | 2011.  |
| ----- | ----- | ------ | ------ | ------ | ------ | ------ |
| 3.135 | 5.587 | 12.583 | 16.949 | 19.156 | 18.866 | 19.063 |